# Niskie Zawołże
Niskie Zawołże (ros. Низкое Заволжье) – region w południowo-wschodniej części Rosji europejskiej.
Niskie Zawołże stanowi zachodnią część Zawołża – regionu między Wołgą a Uralem. Leży na lewym brzegu Wołgi między Kazaniem i Kamyszynem. Stanowi nizinę o wysokości 125 do 150 m n.p.m. Zajmuje obszar uskoku tektonicznego wypełnionego kenozoicznymi osadami dawnego Morza Kaspijskiego. Nad Wołgą ciągną się terasy zalewowe, obecnie częściowo zajęte przez kujbyszewski zbiornik wodny.